# 宮崎県道30号えびの高原小田線
宮崎県道30号えびの高原小田線（みやざきけんどう30ごう えびのこうげんおだせん）は、宮崎県えびの市を通る県道（主要地方道）である。

## 概要
えびの市大字末永からえびの市大字栗下に至る。

### 路線データ
- 起点：宮崎県えびの市大字末永（宮崎県道・鹿児島県道1号小林えびの高原牧園線交点）
- 終点：宮崎県えびの市大字栗下（えびの市役所入口交差点、国道268号交点）

## 歴史
- 1972年（昭和47年）4月18日 - 宮崎県告示第390号により、県道えびの高原小田線として路線認定される[1]。
- 1993年（平成5年）5月11日 - 建設省から、県道えびの高原小田線がえびの高原小田線として主要地方道に指定される[2]。

## 路線状況

### 通称
- 霧島バードライン
- 市役所通り

### 重複区間
- 宮崎県道53号京町小林線（えびの市大字大字末永 - えびの市大字栗下・えびの市栗下交差点）

## 地理

### 通過する自治体
- えびの市

### 交差する道路
| 交差する道路                                | 交差する場所 | 交差する場所                  |
| ------------------------------------------- | ------------ | ----------------------------- |
| 宮崎県道・鹿児島県道1号小林えびの高原牧園線 | 大字末永     | 起点                          |
| 宮崎県道53号京町小林線 重複区間起点         | 大字末永     |                               |
| 宮崎県道53号京町小林線 重複区間終点         | 大字栗下     | えびの市栗下交差点            |
| 国道268号                                   | 大字栗下     | えびの市役所入口交差点 / 終点 |

### 交差する鉄道
- 吉都線

### 沿線
- えびの高原
- 白鳥温泉
- JR九州吉都線 えびの駅
- えびの市立加久藤小学校
- えびの警察署 加久藤駐在所
- えびの市役所